# 花田信弘
花田 信弘（はなだ のぶひろ、1953年 - ）は、日本の歯科医師、歯学者。福岡県出身。鶴見大学歯学部探索歯学講座教授。日本歯科大学、明海大学、東京理科大学にて客員教授を長崎大学、新潟大学、東京医科歯科大学にて非常勤講師をそれぞれ務め、NEDO評価委員を併任している。全国歯科大学病院の中でも全国初となる鶴見大学歯学部附属病院3ＤＳ除菌外来を設立。

## 経歴
1969年4月 - 1972年3月 福岡県立修猷館高等学校
1975年4月 - 1981年3月 九州歯科大学 歯学部 歯学科 
1981年4月 - 1985年3月 九州歯科大学大学院 歯学研究科 口腔衛生学 
1985年4月 - 1986年12月 九州歯科大学 歯学部 助手 
1987年4月 - 1989年3月 米国Northwestern大学 医歯学部微生物・免疫学講座 博士研究員 （福岡県海外派遣教員） 
1989年4月 - 1990年3月 九州歯科大学 歯学部 講師 
1990年4月 - 1993年5月 岩手医科大学 歯学部口腔衛生学講座 助教授 
1993年 - 1997年 国立予防衛生研究所 口腔科学部 部長 
1997年 - 2002年 国立感染症研究所 口腔科学部 部長 
2000年4月 - 2008年6月 九州大学大学院歯学研究院 口腔保健開発学連携講座 教授（厚生労働省併任） 
2002年4月 - 2008年6月 国立保健医療科学院 口腔保健部 部長 
2008年7月 - 2021年3月 鶴見大学 歯学部探索歯学講座 教授
2021年4月-現在　鶴見大学歯学部名誉教授

## 委員歴
- 2013年10月 - 2016年3月 日本歯科医学会 学術委員会副委員長
- 2009年4月 - 2016年3月 日本歯科医学会 学術委員
- 2010年4月 - 2015年3月 内閣府 消費者委員会 専門委員
- 2002年4月 - 2015年3月 日本口腔衛生学会 常任理事
- 2008年 - 2009年 IADR 国際歯科研究学会 組織規約委員
- 2007年 - 2008年 国際歯科研究学会日本部会 理事
- 2006年12月 - 2007年3月 内閣府 新健康フロンティア戦略賢人会議 専門分科会 委員
- 1999年4月 - 2000年3月 厚生労働省 健康日本21計画策定委員会 委員

## 所属学協会
1981年4月 - 現在 国際歯科研究学会
1981年4月 - 現在 日本口腔衛生学会

## メディア出演歴
- 放送日時：2020年2月5日（水曜日）午後7時30分～

```
番組名：
NHK総合
「東洋医学ホントのチカラ」冬のお悩み一挙解決SP
```

- 放送日時:2016年11月5日（土）19:56～20:54

```
番組名:
世界一受けたい授業
 
日本テレビ
 今大注目！ 「口内フローラ」の乱れが死を招く！？
```

## 著書
- 臨床歯科栄養学―歯科に求められる栄養の基礎知識

```
花田 信弘, 萩原 芳幸, 北川 昇(担当:共著) 口腔保健協会 2018年11月1日 (ISBN: 4896053494) 
```

- ゼロからわかる 小児う蝕予防の最前線

```
花田 信弘, 藤原 卓, 眞木 吉信, 奥 猛志, 吉田 昊哲(担当:共著) クインテッセンス出版 2018年4月10日 (ISBN: 4781206026) 
```

- “老化の予防"歯科Q&A 武内, 博朗, 野村, 義明, 花田, 信弘 医学情報社 2018年 (ISBN: 9784903553719)
- 女性の口臭・歯周病はこうして防ぐ! 花田信弘 PHP研究所 2017年12月1日 (ISBN: 4569839355)
- 歯周病が寿命を縮める 花田 信弘 法研 2017年5月17日 (ISBN: 4865133828)
- 歯科発アクティブライフプロモーション21 : 健康増進からフレイル予防まで 花田, 信弘, 武内, 博朗, 野村, 義明, 泉福, 英信 デンタルダイヤモンド社 2017年 (ISBN: 9784885103711)
- 白米が健康寿命を縮める～最新の医学研究でわかった口内細菌の恐怖～ (光文社新書) 花田 信弘 光文社 2015年12月20日
- 歯原性菌血症を防ぐ3DSセラピーガイドブック―歯科医療が変わる3DS Therapy Action 浦口 昌秀, 武内 博朗, 花田 信弘(担当:監修) デンタルダイヤモンド社 2014年3月 (ISBN: 4885102979)
- 3DS(dental drug delivery system)を用いた歯周病予防・メインテナンス手順書 : 全身の健康を見据えた口腔ケア 上田, 順子, 花田, 信弘 学際企画 2013年 (ISBN: 9784906514830)
- 公衆衛生看護活動論② 心身の健康問題と保健活動 (最新 保健学講座) 柏木 由美子, 篁 宗一, 山下 武子, 永田 容子, 井伊 久美子, 萱間 真美, 角田 秋, 生田 恵子, 小西 かおる, 花田 信弘, 石垣 和子, 鈴木 育子, 山本 則子, 金川 克子(担当:共著) メヂカルフレンド社 2011年12月15日 (ISBN: 483922174X)
- 歯科発ヘルシーライフプロモーション : 食育・生活習慣指導と栄養管理 武内, 博朗, 花田, 信弘 デンタルダイヤモンド社 2011年 (ISBN: 9784885102301)
- 最新3DS環境 う蝕ステージ ペリオステージ 武内 博朗, 早川 浩生, 花田 信弘(担当:監修) デンタルダイヤモンド社 2009年7月 (ISBN: 4885101824)
- 歯科医師・歯科衛生士のための唾液検査ハンドブック 佐藤慶太, 佐藤 勉, 玉置 洋, 野村義明, 花田信弘, 鴨井久一, 鴨井久一(担当:監修) ヒョーロン・パブリッシャーズ 2008年5月1日 (ISBN: 4930881854)
- う蝕学 ―チェアサイドの予防と回復のプログラム― 田上 順次, 花田 信弘, 桃井 保子(担当:共著) 永末書店 2008年3月5日 (ISBN: 4816011927)
- 唾液検査ハンドブック ヒョーロン・パブリッシャーズ 2008年 (ISBN: 9784930881854)
- むし歯・歯周病 もう歯で悩まない (ホーム・メディカ・ビジュアルブック) 花田 信弘, 井田 亮, 野邑 浩美 小学館 2007年6月21日 (ISBN: 4093045925)
- Preventive Periodontology : 臨床を支えるサイエンスを知る,唾液検査を活用する,生活習慣病を予防する 鴨井, 久一, 花田, 信弘, 佐藤, 勉, 野村, 義明 医歯薬出版 2007年 (ISBN: 9784263442395)
- あなたの笑顔が見たいから 花田, 信弘, 豊島, 義博(担当:共編者(共編著者)) クインテッセンス出版 2006年12月 (ISBN: 4874179355)
- 目的別PMTCとオーラルケア : バイオフィルム制御とオーラルケアの到達点 花田, 信弘, 竹内, 博朗, 内山, 茂(担当:監修) クインテッセンス出版 2006年 (ISBN: 4874178928)
- ペリオ・カリエスの予防に活かす抗菌薬・殺菌薬とフッ化物 花田, 信弘 医歯薬出版 2005年11月
- オトナこそ歯が命 花田, 信弘 小学館 2005年 (ISBN: 4094186514)
- 分子生物学歯科小事典 西澤, 俊樹, 花田, 信弘, 今井, 奨, 西原, 達次(担当:共編者(共編著者)) 口腔保健協会 2003年 (ISBN: 4896051912)
- ミュータンスレンサ球菌の臨床生物学 : 臨床家のためのマニュアル 花田, 信弘, 今井, 奨(担当:監修) クインテッセンス出版 2003年 (ISBN: 4874177719)
- チェアーサイドの3DSってなに?ガイドブック : 「物理的(PMTC)・化学的」3DSプラークコントロールのHow to dental drug delivery system 武内, 博朗, 早川, 浩生, 花田, 信弘(担当:共著) デンタルダイヤモンド社 2002年11月 (ISBN: 4885109027)
- 新しい時代のフッ化物応用と健康 : 8020達成をめざして 花田, 信弘 医歯薬出版 2002年11月 (ISBN: 426344146X)
- EBMをめざした歯科医療 : 診断能力を向上させ、治療の確実性を高めるために 鴨井, 久一, 吉田, 直人, 花田, 信弘(担当:共編者(共編著者)) 永末書店 2002年 (ISBN: 4816011188)
- もう虫歯にならない! 花田, 信弘 新潮社 2002年 (ISBN: 410290171X)
- 口腔診査法〈4〉WHOによるグローバルスタンダード 石井 俊文, 花田 信弘, 尾崎 哲則, 吉田 茂, 宮崎 秀夫(担当:共訳)(原著:World Health Organization, 石井 俊文, 吉田 茂, 花田 信弘, 宮崎 秀夫, 尾崎 哲則) 口腔保健協会 1998年3月20日 (ISBN: 4896051408)
- イラストでみるこれからのむし歯予防―キシリトールとアパタイトを正しく理解する 今井 奨, 寒河江 登志朗, 花田 信弘(担当:監修) 砂書房 1997年12月 (ISBN: 4915818527)
- う蝕細菌の分子生物学―研究の成果と展望 (quintessence books) 武笠 英彦, 西沢 俊樹, 福島 和雄, 今井 奨, 花田 信弘(担当:共著) クインテッセンス出版 1997年4月 (ISBN: 4874175384)